# Rhynchopharynx paradoxa
Rhynchopharynx paradoxa är en plattmaskart som beskrevs av Nils Hjalmar Odhner 1928. Rhynchopharynx paradoxa ingår i släktet Rhynchopharynx och familjen Accacoeliidae. Inga underarter finns listade i Catalogue of Life.